# Zbójek rowkokryjek
Zbójek rowkokryjek (Bolitochara mulsanti) – gatunek chrząszcza z rodziny kusakowatych i podrodziny rydzenic. Zamieszkuje Europę.

## Taksonomia
Gatunek ten opisany został po raz pierwszy w 1875 roku przez Davida Sharpa. Jako lokalizację typową wskazano Macugnagę we włoskim Piemoncie. Epitet gatunkowy nadano na cześć Étienne’a Mulsanta, który wcześniej, w 1871 roku błędnie przypisał okazy tego gatunku do Bolitochara elongata.

## Morfologia
Chrząszcz o wydłużonym ciele długości od 4 do 4,5 mm. Głowa jest brązowa do czarnobrązowej, o dobrze zaznaczonych, całkowicie obrzeżonych skroniach. Szyja jest bardzo krótka i szersza niż połowa szerokości głowy. Przedplecze jest nieco szersze od głowy, co najmniej 1,15 raza szersze niż dłuższe, również brązowe do czarnobrązowego.  Pokrywy są szersze od przedplecza i 1,1 raza od niego dłuższe. Znajduje się na nich para ukośnych wcisków biegnących od barków po tylny kąt przyszwowy, a powierzchnia między tymi wciskami jest wyraźnie wysklepiona. Samiec ma w kątach przyszwowych kile lub podłużne ziarnistości. Boki odwłoka są równoległe.

## Ekologia i występowanie
Owad rozmieszczony od nizin po obszary górskie, gdzie sięga do piętra subalpejskiego. Preferuje lasy pierwotne. Bytuje w brunatnie gnijącym drewnie pni i pniaków drzew liściastych, a rzadziej świerków czy sosen; najczęstszy jest w powalonych, przegrzybiałych pniach drzew zarośniętych mchem i pokrytych opadłym listowiem.
Gatunek palearktyczny, europejski. Znany jest z Wielkiej Brytanii, Francji, Belgii, Holandii, Niemiec, Szwajcarii, Austrii, Włoch, Danii, Szwecji, Norwegii, Finlandii, Łotwy, Litwy, Polski, Czech, Słowacji, Węgier, Ukrainy, Rumunii, Bośni i Hercegowiny i europejskiej części Rosji. Na północ osiąga koło podbiegunowe.
Na „Czerwonej liście gatunków zagrożonych Republiki Czeskiej” umieszczony jest jako gatunek narażony na wymarcie (VU).